# Jimmy Carl Black
Jimmy Carl Black (rođen kao James Inkanish, Jr., El Paso, Teksas, 1. veljače 1938. – 1. studenog 2008.), američki je glazbenik koji je najpoznatiji po svom djelovanju u sastavu The Mothers of Invention.

## Životopis

### Rano doba
Jimmy Carl Black rođen je 1. veljače 1938. godine u El Pasu, a korijene vuče iz američkog indijanskog plemena Šajeni (Cheyenne). Njegov zaštitni znak je bio "Pozdrav dečki i djevojke, ja sam Jimmy Carl Black i Indijanac sam u sastavu".
Kada je imao godinu dana majka mu se udaje za Carla Blacka i sele se u mali gradić Anthony, New Mexico, nedaleko od El Pasoa, gdje živi narednih 19 godina. Već u ranoj dobi počeo se zanimati za glazbu, pa tako sa šest godina počinje svirati glasovir, ali nije imao velikog interesa za njega. S dvanaest godina u školi počinje svirati trubi, a u srednjoj školi bio je vođa školskog sastava.
Godine 1958. pristupio je ratnom zrakoplovstvu SAD-a, gdje je počeo svirati bubnjeve jer nije bilo trube. Ovim počinje njegova 49 godina duga glazbena karijera.

### Glazbena karijera
Godine 1964. seli se u Klaiforniju, gdje upoznaje Roya Estradu i Raya Collinsa s kojima osniva sastava 'The Soul Giants'. Kada im gitarista odlazi u vojsku, Collins u sastav dovodi Franka Zappu. Ubrzo nakon toga Zappa postaje vođa sastava i mijenjaju ime u 'The Mothers' (kasnije The Mothers of Invention).
Sredinom 1960-ih godina sastav ima brojne nastupe po go-go klubovima, gdje upoznaju Herba Cohena koji je postao njihov menadžer. Poznati producent Tom Wilson, čuo ih je kako izvode skladbu "Trouble Coming Every Day", te ih odvodi u diskografsku kuću 'MGM records'. Već sljedeći dan potpisuju ugovor, a nedugo nakon toga odlaze u studio i kako bi pripremali materijal za svoj prvi album Freak Out!. Međutim Wilson, koji je mislio da su potpisali ugovor s jednim blues sastavom, bio je sasvim iznenađen kada je čuo prve snimke. Do 1969. godine kada se sastav razišao snimili su brojne vrlo uspješne albume.
U sedamdesetima svira po turnejama s Captainom Beefheartom i njegovim sastavom The Magic. Tijekom osamdesetih Jimmy, Bunk Gardner i Don Preston nastupaju pod imenom The Grandmothers zajedno s brojnim glazbenicima koji su im se pridružili kada se raspao Zappin sastav. Nakon što se sastav raspao Jimmy seli u Austin, gdje se sreo s britanskim pjevačem Arthurom Brownom. Njih dvojica snimaju album s klasičnim R&B skladbama. 1993. godine Jimmy odlazi u Europu, gdje je nanovo osnovao sastav The Grandmothers s originalnim članovima Donom i Bunkom, zajedno s nizozemskim basistom Enerom Bladezipperom i talijanskim gitaristom Sandrom Olivom.

## Kronologija sastava
- The Keys (1962. - ?)
- The Soul Giants (1964.)
- The Mothers of Invention (zajedno s Frankom Zappom, 1964. – 1969.)
- Geronimo Black (1970. – 1973.)
- The Valley Loboys (sredinom/kasnih 1970-ih)
- Brown Black And Blue zajedno s Arthurom Brownom (1980.)
- The Grandmothers (1980.)
- Jimmy Carl Black and the Mannish Boys (sredinom/kasnih 1980-ih)
- The Jack & Jim Show (with Eugene Chadbourne, 1991. – 1994., 2007.)
- The Farrell and Black Band (1995.)
- The Muffin Men (1992.)
- Sandro Oliva & the Blue Pampurio's (1996.)
- Jon Larsen's Strange News From Mars Band (2006. – 2008.)

## Diskografija
- Ella Guru The First Album (2004.) (Prva i posljednje dvije skladbe)
- Strange News From Mars - zajedno s Jonom Larsenom, Tommyem Marsom, Bruceom Fowlerom, (2007.) Zonic Entertainment
- The Jimmy Carl Black Story (dupli album) - zajedno s Jonom Larsenom (2008.) Zonic Entertainment

## Vanjske poveznice
- Službene stranice
- Osmrtnica i kratki životopis u Los Angeles Timesu
- Osmrtnica u New York Timesu